# 葆拉·帕雷托
葆拉·帕雷托（西班牙語：Paula Paretto，1986年1月16日—）生于布宜诺斯艾利斯，阿根廷女子柔道运动员。曾获得2016年里约奥运会48公斤级金牌。之后她获选为里约奥运阿根廷代表团闭幕式旗手。